# カタシャジクモ
カタシャジクモ（硬車軸藻　学名:Chara globularis）は、車軸藻綱に分類される藻類。湖沼などの淡水に生育する。

## 特徴
大型の種で長さは通常10-50cm程度であるが、1mに達することもある 。色は暗緑色で、主軸の節部には7-8本の小枝が輪生する。小枝には8-11の節部がみられるが、苞はほとんど発達しない。小枝基部には退化的でわずかに細胞が膨らんだ程度の乳頭状の重輪托葉冠が上下2段に並ぶ。主軸も小枝も先端部以外は皮層で覆われる。主軸は1次列の間に2本の2次列を挟む3列性皮層をもち、刺細胞は退化した乳頭状突起である。皮層細胞はしばしば石灰化し、さわると硬い感じがする。これが和名の由来である。水から引き上げると強いシャジクモ臭がする。

雌雄同株であり小枝の下の3段の節部に雄器と雌器をそれぞれ1個ずつ生じる。雌器は上向き、雄器下向きに位置する。雄器の直径は300-450μmで成熟すると鮮やかな赤色になる。雌器のらせんは14-16本。受精した卵胞子は黒色で、長径550-750μm、短径400-550μm、11-12本のらせん縁がある。

## 生息環境と分布
淡水の湖沼、池、溝などの止水域に生育し、山地湖ではヒメフラスコモとともにシャジクモ帯を構成する主要素となる

オーストラリアを除く世界各地に広く分布する。日本では本州中部以北に多く生育する。生育する湖沼のpHは5.8-8.8の弱酸性から弱アルカリ性で、繁茂期は5-10月。

## 保全状況評価
絶滅危惧I類 (CR+EN)（環境省レッドリスト）

## 利用
とくに利用されない。